# Uppsjön (Norra Sandsjö socken, Småland)
Uppsjön är en sjö i Nässjö kommun i Småland och ingår i Emåns huvudavrinningsområde. Sjön är 9 meter djup, har en yta på 0,932 kvadratkilometer och befinner sig 218 meter över havet.

## Delavrinningsområde
Uppsjön ingår i det delavrinningsområde (637292-143721) som SMHI kallar för Utloppet av Uppsjön. Medelhöjden är 228 meter över havet och ytan är 6,22 kvadratkilometer. Räknas de 6 delavrinningsområdena uppströms in blir den ackumulerade arean 93,19 kvadratkilometer. Emån som avvattnar avrinningsområdet har biflödesordning 3, vilket innebär att vattnet flödar genom totalt 3 vattendrag innan det når havet efter 198 kilometer. Delavrinningsområdet består mestadels av skog (57 %) och jordbruk (16 %). Avrinningsområdet har 0,99 kvadratkilometer vattenytor vilket ger det en sjöprocent på 16 %.